# 瑞穂市立本田小学校
瑞穂市立本田小学校（みずほしりつ ほんでんしょうがっこう）は、岐阜県瑞穂市本田にある公立小学校。

## 通学区域
- 通学区域は本田、只越の一部、馬場前畑町2丁目の一部、東美江寺である。公立中学校の進学先は瑞穂市立穂積北中学校である[1]。

## 沿革
- 1873年（明治6年）5月 - 本巣郡本田村に貫連義校が創立される。通玄寺の建物を仮校舎とする。
- 1878年（明治11年）4月 - 本田小学校に改称。新校舎に移転。
- 1886年（明治19年） - 簡易科、尋常科を設置。
- 1891年（明治24年） - 濃尾地震により校舎倒壊。2年後に再建。
- 1897年（明治30年）4月1日 - 本田村、只越村が合併し、本田村になる。
- 1901年（明治34年） - 高等科を設置し、本田尋常高等小学校に改称。
- 1917年（大正6年） - 現在地に新築移転。
- 1941年（昭和16年）4月 - 本田村立本田国民学校と改称。
- 1947年（昭和22年）4月 - 本田村立本田小学校と改称。組合立瑞穂中学校本田分校が設置される（翌年まで）。
- 1954年（昭和29年） - 穂積町、牛牧村、本田村が合併し、穂積町となる。これにより、穂積町立本田小学校になる。
- 1955年（昭和30年） - 生津村の一部が穂積町に編入される。生津地区の児童が転入する。
- 1956年（昭和31年） - 北方町立生津小学校が廃校となり、馬場地区の児童が転入する。
- 1970年（昭和45年） - 新校舎が完成する。
- 1979年（昭和54年）4月 - 穂積町立生津小学校を分離。
- 1986年（昭和61年） - 体育館が完成する。
- 2003年（平成15年）5月 - 穂積町と巣南町が合併し瑞穂市となる。これにより瑞穂市立本田小学校に改称する。
- 2005年（平成17年） - 図書館棟が完成する。

## 交通機関
- みずほバス本田・馬場線「本田」バス停下車、徒歩約8分